# Bible Examiner
Bible Examiner – chrześcijańskie czasopismo w języku angielskim wydawane jako miesięcznik w latach 1843–1879 (z kilkoma przerwami) w nowojorskim Brooklynie. Jego redaktorem i wydawcą był adwentystyczny kaznodzieja George Storrs (1796–1879).

## Opis
W czasopiśmie Storrs odrzucał naukę o nieśmiertelności duszy, uznając iż została ona stworzona pod wpływem filozofii greckiej. Negował w związku z tym także istnienie wiekuistego piekła. Uważał również, iż Wielkanoc powinna być obchodzona dnia 14 nisan. Po roku 1870 przedstawiał w nim pogląd, iż „niegodziwi” zostaną podzieleni na dwie klasy: tych, którzy świadomie odrzucili przesłanie Ewangelii oraz tych, którzy zmarli w niewiedzy. Ci drudzy zostaną przy końcu świata wskrzeszeni, by wybrać przyjęcie wiary w Chrystusa i dostąpienie warunkowej nieśmiertelności lub odrzucenie jej i unicestwienie.
Poglądy Storrsa wywarły silny wpływ na Charlesa Taze Russella. W październiku 1876 roku w czasopiśmie „Bible Examiner” ukazał się jego artykuł „Kiedy zakończą się Czasy Pogan?” (ang. „Gentile Times: When Do They End?”), w którym wykazywał, że „czasy pogan” zakończą się w 1914 roku. W artykule tym „siedem czasów” z proroctwa Daniela powiązano z „wyznaczonymi czasami narodów”, o których mówił Jezus.
Ostatni numer czasopisma wydany przez George’a Storrsa ukazał się w październiku 1879, dwa miesiące przed jego śmiercią. W marcu 1880 roku ukazał się jeszcze pamiątkowy numer, wydany przez jego córkę Hattie W. Storrs. Łącznie ukazało się 346 numerów „Bible Examiner”.